# Années 1150 av. J.-C.
Les années 1150 av. J.-C. couvrent les années de 1159 av. J.-C. à 1150 av. J.-C.

## Événements

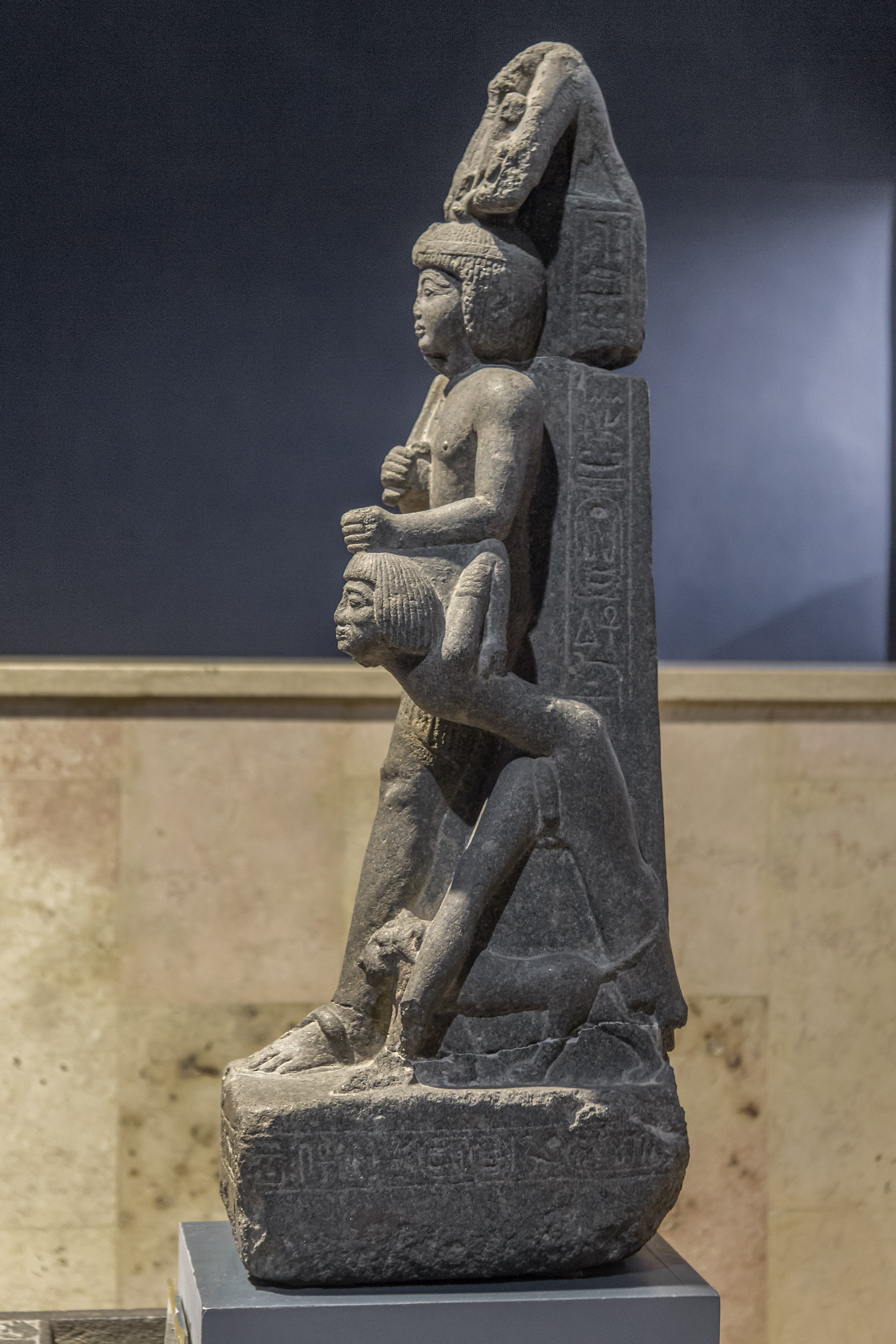
Statue de Karnak de Ramsès VI tenant un captif libyen lié, aujourd’hui au Musée égyptien.

- 1160-1156 av. J.-C. : règne de Ramsès V, pharaon de la XXe dynastie égyptienne[1].
- 1157 av. J.-C.[2] : le roi d’Élam Shutruk-Nahhunté Ier dépose Enlil-nadin-ahhê, dernier roi Kassite de Babylone et annexe le pays. Il nomme gouverneur de Babylonie son fils aîné Kutir-nahhunte[3].
- 1156-1149 av. J.-C. : règne de Ramsès VI, pharaon de la XXe dynastie égyptienne[1].
- 1156-1139 av. J.-C.[2] : règne de Marduk-kabit-ahheshu, roi d’Isin[3] ; il fonde la seconde dynastie d'Isin.
- Vers 1155-1150 av. J.-C.[2] : règne de Kutir-Nahhunte, roi d’Élam.
- 1151 av. J.-C. : Ascagne fonde Albe la Longue en Italie comme nouvelle capitale en y installant six cents familles issus de Lavinium[4].